# Donald O'Connor
Donald O'Connor, all'anagrafe Donald David Dixon Ronald O'Connor (Chicago, 28 agosto 1925 – Los Angeles, 27 settembre 2003), è stato un attore, ballerino e cantante statunitense.
Dopo un'intensa esperienza di attore bambino nel vaudeville e al cinema, si affermò soprattutto come protagonista della serie Francis, il mulo parlante e per la sua interpretazione in Cantando sotto la pioggia (1952), in cui eseguì da solista il numero acrobatico sulle note di Make 'Em Laugh.

## Biografia
Donald O'Connor nacque a Chicago nel 1925 da una famiglia di emigranti irlandesi, artisti di circo e di vaudeville. Perse in giovane età la sorella in un incidente stradale ed il padre a causa di un attacco di cuore.
Attivo nel vaudeville dall'età di 2 anni, nel 1937 apparve con i fratelli in numeri di varietà nei film Melody for Two e It Can't Last Forever. Il successo gli aprì la strada per una breve ma intensa esperienza di attore bambino al cinema, dove nel 1938-39 prese parte a ben 11 film, segnalandosi nella parte di "Huckleberry Finn" in Tom Sawyer, Detective (1938), e in ruoli di rilievo in Sing, You Sinners (1938), Boy Trouble (1939), Unmarried (1939), Beau Geste (1939), ed altri ancora..
Tornato per qualche anno al vaudeville si impose nuovamente al cinema a partire dagli anni quaranta come attore di commedie e ballerino e cantante nei grandi musical. Il maggiore successo lo raggiunse negli anni cinquanta con il film Francis, il mulo parlante e i relativi sequel, con i musical Cantando sotto la pioggia (1952) e Follie dell'anno (1954), e alla televisione come conduttore in The Donald O'Connor Show (1954-1955).
Il suo aspetto fanciullesco gli impedì di ottenere parti da protagonista in commedie romantiche, fatta eccezione dei film in cui apparve con grandi star come Bing Crosby. Con il declino dei musical, alla fine degli anni cinquanta, si dedicò in prevalenza al teatro e alla televisione. Dopo un periodo di buio negli anni settanta, ritornò in alcuni spettacoli a Broadway e successivamente fece diverse apparizioni in serie televisive.
Sofferente di alcolismo per 35 anni, smise di bere nel 1979. Attorno ai 60 anni sviluppò una cardiopatia che inizialmente teneva a bada con delle pastiglie di nitroglicerina, ma che nel 1990 lo portò a subire un'operazione di quadruplo bypass, dopo la quale intraprese uno stile di vita salutista. La cardiopatia però non lo abbandonava e l'attore, spesso costretto sulla sedia a rotelle, si ritirò nel Motion Picture & Television Fund, una casa di riposo per artisti di cinema e televisione nel quartiere periferico Woodland Hills, dove in seguito a uno scompenso cardiaco morì nel 2003, all'età di 78 anni.

## Vita privata
Dal 1944 al 1954 fu sposato con Gwendolyn Carter, dalla quale ebbe una figlia. Dopo il divorzio, si unì in seconde nozze nel 1956 con Gloria Noble, con la quale rimase per il resto della sua vita e dalla quale ebbe altri tre figli.

## Filmografia parziale

### Cinema
- Melody for Two, regia di Louis King (1937) - non accreditato
- It Can't Last Forever, regia di Hamilton MacFadden (1937) - non accreditato
- Men with Wings, regia di William A. Wellman (1938)
- Sing, You Sinners, regia di Wesley Ruggles (1938)
- Sons of the Legion, regia di James P. Hogan (1938)
- Tom Sawyer, Detective, regia di Louis King (1938)
- Boy Trouble, regia di George Archainbaud (1939)
- Unmarried, regia di Kurt Neumann (1938)
- Million Dollar Legs, regia di Nick Grinde e Edward Dmytryk (1939)
- Beau Geste, regia di William A. Wellman (1939)
- Night Work, regia di George Archainbaud (1939)
- Death of a Champion, regia di Robert Florey (1939)
- On Your Toes, regia di Ray Enright (1939)
- Mister Big, regia di Charles Lamont (1943)
- It Comes Up Love, regia di Charles Lamont (1943)
- Scritto sul vento (Something in the Wind), regia di Irving Pichel (1947)
- Francis, il mulo parlante (Francis), regia di Arthur Lubin (1950)
- Colpo di scena a Cactus Creek (Curtain Call at Cactus Creek), regia di Charles Lamont (1950)
- Il lattaio bussa una volta (The Milkman), regia di Charles Barton (1950)
- I filibustieri delle Antille (Double Crossbones), regia di Charles Barton (1951)
- Francis alle corse (Francis Goes to the Races), regia di Arthur Lubin (1951)
- Cantando sotto la pioggia (Singin' in the Rain), regia di Gene Kelly e Stanley Donen (1952)
- Francis all'Accademia (Francis Goes to West Point), regia di Arthur Lubin (1952)
- I Love Melvin, regia di Don Weis (1953)
- Chiamatemi Madame (Call Me Madam), regia di Walter Lang (1953)
- Francis contro la camorra (Francis Covers the Big Town), regia di Arthur Lubin (1953)
- Walking My Baby Back Home, regia di Lloyd Bacon (1953)
- Francis Joins the WACS, regia di Arthur Lubin (1954)
- Follie dell'anno (There's No Business Like Show Business), regia di Walter Lang (1954)
- Francis in the Navy, regia di Arthur Lubin (1955)
- Quadriglia d'amore (Anything Goes), regia di Robert Lewis (1956)
- La storia di Buster Keaton (The Buster Keaton Story), regia di Sidney Sheldon (1957)
- Tanoshimi, è bello amare (Cry for Happy), regia di George Marshall (1961)
- Le meraviglie di Aladino (The Wonders of Aladdin), regia di Mario Bava e Henry Levin (1961)
- Quello strano sentimento (That Funny Feeling), regia di Richard Thorpe (1965)
- C'era una volta Hollywood (That's Entertainment!) (1974)
- Ragtime, regia di Miloš Forman (1981)
- America, America (Pandemonium), regia di Alfred Sole (1982)
- Toys - Giocattoli (Toys), regia di Barry Levinson (1992)
- Gli impenitenti (Out to Sea), regia di Martha Coolidge (1997)

### Televisione
- The Donald O'Connor Show – serie TV, 20 episodi (1954-1960)
- The DuPont Show of the Month – serie TV, episodio 1x08 (1958)
- ABC Stage 67 – serie TV, episodio 1x05 (1966)
- Ellery Queen – serie TV, episodio 1x04 (1975)
- La donna bionica (The Bionic Woman) – serie TV, episodio 1x04 (1976)
- Sulle strade della California (Police Story) – serie TV, episodio 4x01 (1976)
- Fantasilandia (Fantasy Island) – serie TV, episodio 5x15 (1982)
- Simon & Simon – serie TV, episodio 3x01 (1983)
- Love Boat (The Love Boat) – serie TV, 3 episodi (1981-1986)
- Autostop per il cielo (Highway to Heaven) – serie TV, episodio 4x06 (1987)
- La signora in giallo (Murder, She Wrote) – serie TV, episodio 6x16 (1990)
- I racconti della cripta (Tales from the Crypt) – serie TV, episodio 4x12 (1992)
- La tata (The Nanny) – serie TV, episodio 4x05 (1996)

## Musical di Broadway
- Bring Back Birdie (1981)
- Show Boat (1983)
- How to Succeed in Business Without Really Trying (1985)

## Doppiatori italiani
- Gianfranco Bellini in Francis, il mulo parlante, Francis contro la camorra, Francis alle corse, Francis all'accademia, Colpo di scena a Cactus Creek, La storia di Buster Keaton, Scritto sul vento, Quadriglia d'amore, Il lattaio bussa una volta, I filibustieri delle Antille, Follie dell'anno, Le meraviglie di Aladino, Quello strano sentimento, Ellery Queen, La tata
- Mauro Zambuto in Luna Park
- Paolo Ferrari in Cantando sotto la pioggia (dialoghi)
- Elio Pandolfi in Cantando sotto la pioggia (canto)
- Oreste Lionello in Ragtime
- Paolo Lombardi in La signora in giallo

## Premi e riconoscimenti
- Young Hollywood Hall of Fame [3]
- Golden Globe

1953 - Miglior attore in un film commedia o musicale - Cantando sotto la pioggia (Singin' in the Rain)
- Primetime Emmy Awards

1954 - Migliore attore protagonista in una serie drammatica - The Colgate Comedy Hour